# Estarcido

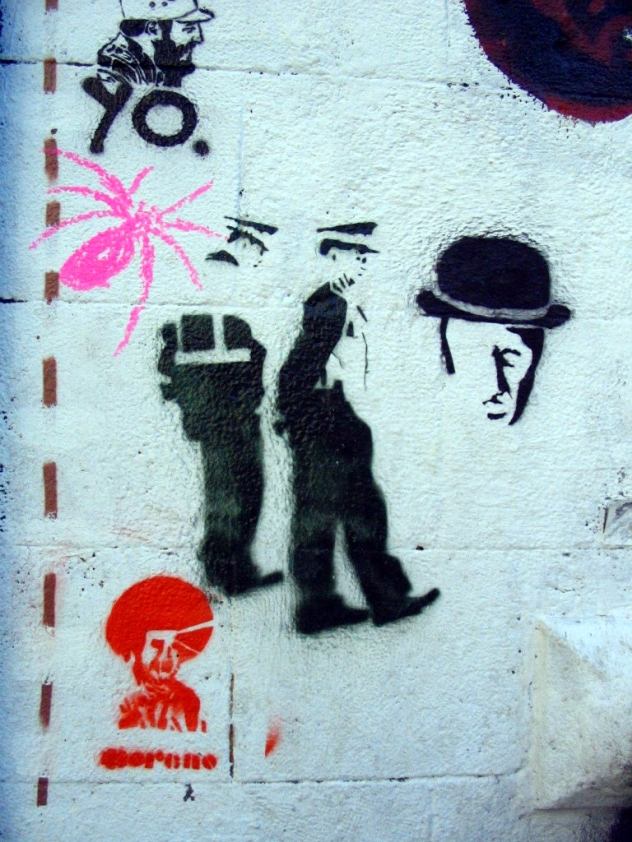
Estarcidos callejeros en Barcelona (España).

El estarcido (del latín extergēre: 'enjugar, limpiar'), técnica primitiva identificada más recientemente con el esténcil (del inglés stencil), es un tipo de impresión o decoración a partir de una plantilla, calco o «trepa» con un dibujo recortado o patrón, método que permite reproducir en serie la imagen representada. Entre sus múltiples campos de aplicación, el estarcido destaca como recurso industrial en la decoración de azulejos. En el contexto del grabado, se suele usar el término francés pochoir.
Recurso casi prehistórico, el estarcido moderno deriva de los métodos decorativos desarrollados en distintos lugares del mundo. Desde los delicados estarcidos japoneses hasta los atrevidos y complejos diseños africanos. Desde la sencillez naïf del arte folk neerlandés, hasta la formalidad victoriana.

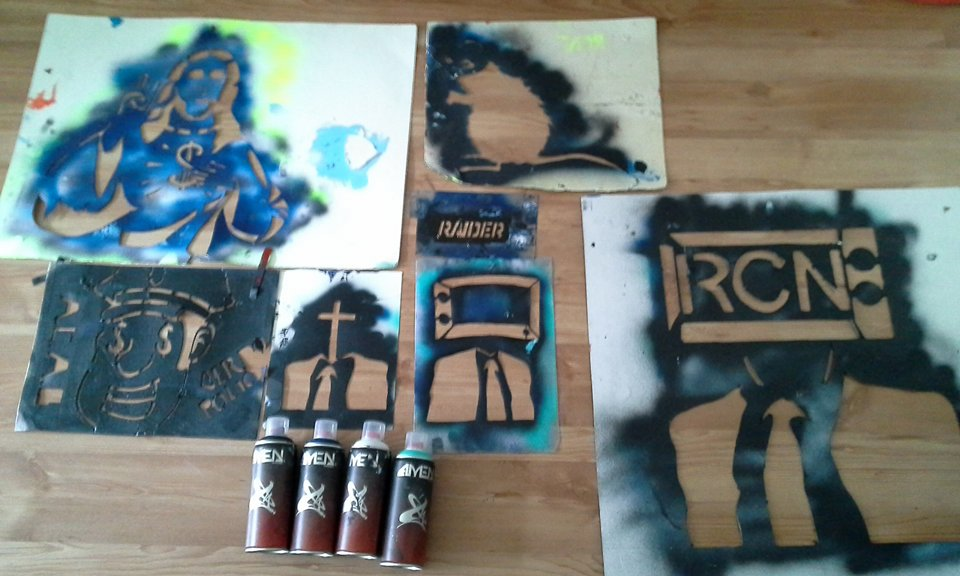
Ejemplo de plantillas para estarcido.

## Técnica
Una de las formas más usuales de hacerlo es recortando la imagen deseada sobre una cartulina (dado que es un soporte cómodo para manualidades por su equilibrio entre rigidez, coste y facilidad de recorte); el dibujo aparece como un espacio abierto con zonas sólidas alrededor. La plantilla así obtenida se sitúa sobre una nueva hoja de papel y se aplica la pintura sobre toda la superficie, de forma que las zonas de pintura que llegan a la hoja inferior quedan limitadas por la plantilla. Existen distintos métodos para aplicar la pintura: con brocha de estarcido (se aplica poca cantidad de pintura), rodillo de espuma, o aerosol para crear finos y delicados dibujos.

## Historia

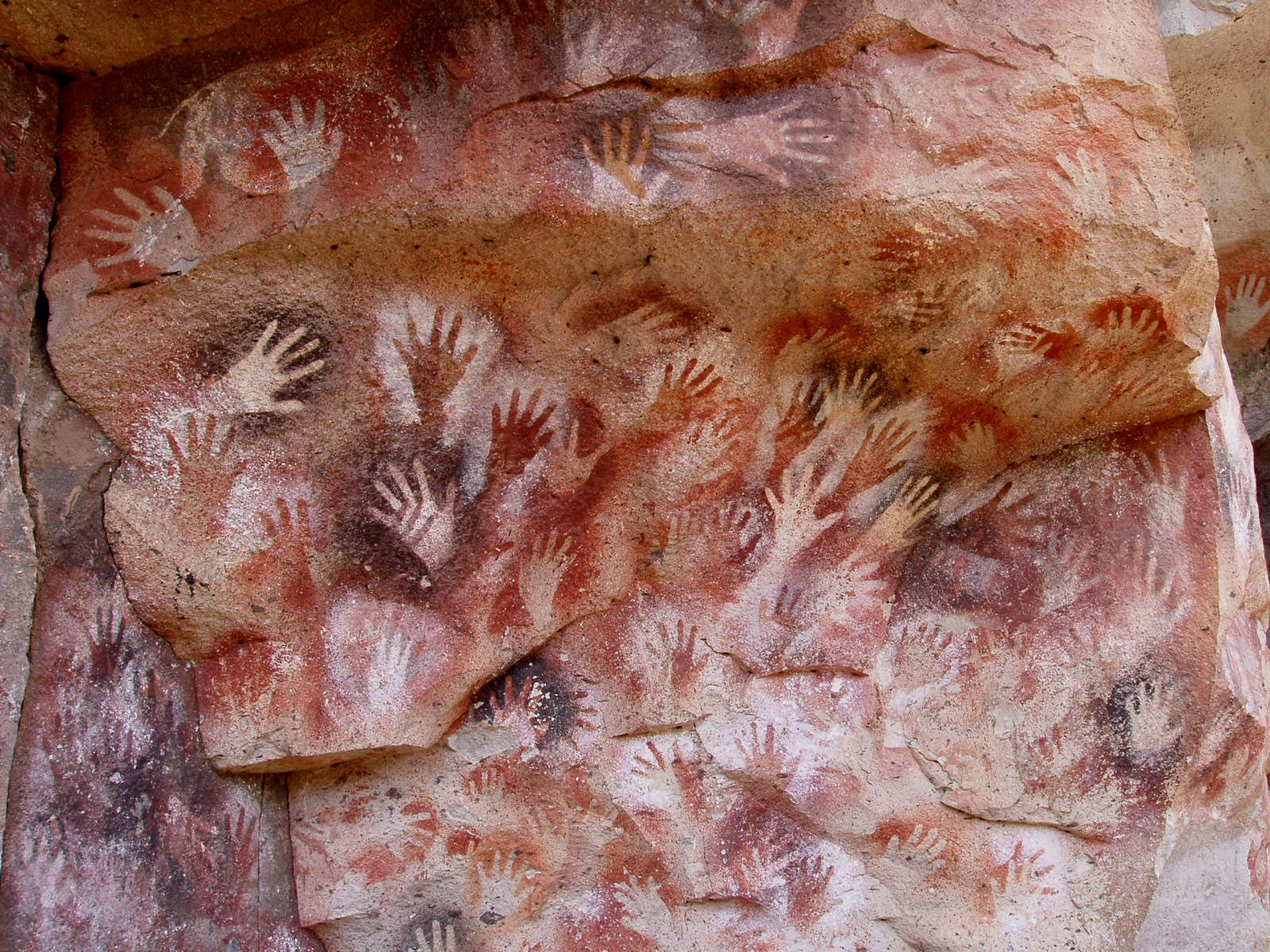
Manos estarcidas con una especie de aerógrafo de hueso, en la Cueva de las Manos, río Pinturas (provincia de Santa Cruz, Argentina), c. 7350 a. C.

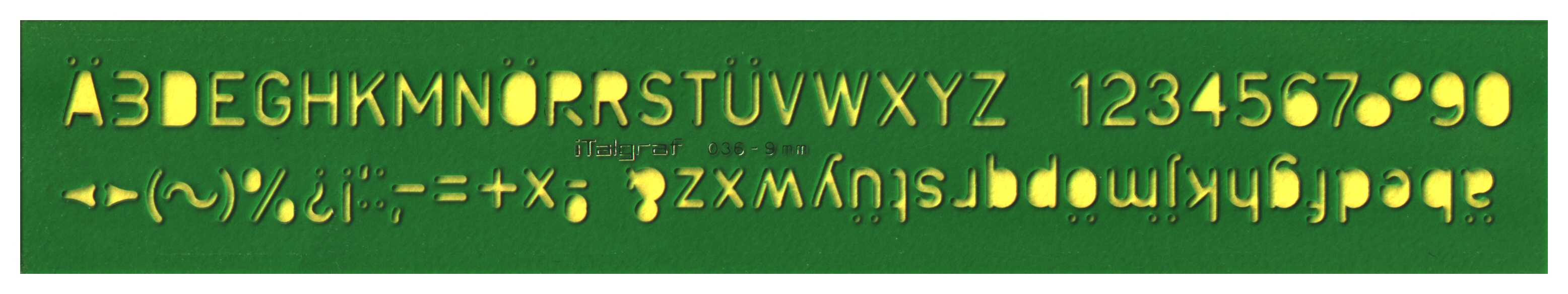
Los normógrafos (reglas perforadas que permiten reproducir las letras del alfabeto normalizadas) se basan en la técnica del estarcido.

El estarcido más antiguo que se conoce se encuentra en España, donde se ha localizado una panel de manos con una antigüedad de al menos 64 000 años. El estarcido se ha venido usando desde la antigüedad para duplicar los diseños decorativos en paredes, techos y tejidos. Era muy corriente en China y Japón para marcar los embalajes con sellos y caligrafía. Este sistema se ha empleado también para colorear grabado a fibra, grabado al aguafuerte o grabados, utilizando diferentes plantillas para los distintos colores.
Si bien el proceso de estarcido se utilizaba ya en la antigua Roma, alcanzó especial popularidad en Estados Unidos durante los años sesenta, cuando muchos artistas utilizaban como medio de expresión los colores puros y las siluetas de contornos marcados. Esta técnica se hizo muy popular con el llamado el street art (con artistas como Banksy, Shepard Fairey, Blek le Rat).

## Discursos y retóricas en el estarcido
La intervención urbana con estarcido tiene conexiones con dos principales vertientes: por un lado, se plasma la actitud artística del diseño del esténcil, y por otro, pretende transmitir mensajes de protesta contra el sistema político, abusos de poder, publicidad y sociedad de consumo. Aquí, el autor del esténcil transmite su recurso mediante la imagen, buscando la atracción del público mediante discursos que incluso dialogan entre una misma intervención; así, el estencilista asume un papel político activo al participar en la discusión.
El discurso que se crea en el estarcido puede ser compartido y reproducido gracias a las plantillas utilizadas. Así, fenómenos que acontecen en un sitio pueden ser objeto de visualización mundial al ser reproducidos los esténciles en distintas locaciones. Ejemplos de esto son la proliferación de esténciles en la Argentina en 2001 a raíz de la crisis económica, y la utilización masiva del Disney War (satirización de George W. Bush con orejas de Mickey Mouse) a raíz de la declaración de guerra de Estados Unidos a Irak.
Otro aspecto del estarcido en las intervenciones urbanas es el préstamo en el cual imágenes que participan en otro discurso son traídas a un nuevo contexto para tratar el tema de discusión. El mensaje nuevo, entonces, puede ridiculizar y agregar coherencia al mensaje.